# Olga Lander
Olga Alexandrovna Lander (1909 - 1996) est une photographe russe. Elle est l'une des cinq femmes photographes parmi les 200 photographes de guerre soviétiques de la Seconde Guerre mondiale.

## Biographie
Olga Lander,est née à Samara, le 10 avril 1909 dans une famille juive. Elle est la fille du photographe Aleksandr Isajewitch Lander et de Yevgenia Isakovna. Après avoir obtenu son diplôme d'études secondaires dans sa ville natale, elle commence une formation à l'Institut Stroganov de Moscou en 1927. En même temps, elle travaille dans le studio photo de Moses Nappelbaum (de). Elle poursuit sa formation au sein de l'association des artistes des Stankovistes, devenant l'élève et l'assistante de David Sternberg. À partir de 1930, elle travaille pour le studio de cinéma Tadshikfilm.
En 1932, elle épouse Leonid Rajgorodskij, en 1933 leur fille Irina naît. En 1934, elle se sépare de son mari et travaille comme assistante de laboratoire photo pour le journal Komsomolskaya Pravda, pour lequel elle travaille très vite également comme correspondante photo. Olga Lander voyage à travers l'Union soviétique pour ses reportages photo.
En 1936, elle épouse son collègue éditeur Leonid Alekseevich Korobov.
De 1943 à 1948, elle travaille dans la région du front sud-ouest soviétique en tant que photo-reporter pour le journal du front sud-ouest Sovetskij Woin (combattant soviétique).
En 1943, elle couvre avec le photographe Yevgeny Khaldei l'arrivée de l'armée rouge à Vienne, elle s'occupe plus particulièrement des événements officiels.
Elle termine la guerre au grade de lieutenant, et multimédaillée.
Après la fin de la guerre, Sovetskij Woin devient le journal des troupes soviétiques stationnées en Bulgarie et en Roumanie. Après son retour à Moscou, Olga Lander ne retravaille comme photographe qu'en 1953, et, à partir de 1956, pour le journal Sovietskaïa Rossiya (en). Elle y reste jusqu'à sa retraite en 1974.
Les plus de 3 000 négatifs des photos de guerre d'Olga Lander sont désormais conservés au Musée historique d'État et au Musée central des forces armées russes à Moscou, ainsi qu'aux Archives d'État russes pour la documentation cinématographique et photographique à Krasnogorsk et dans les musées ukrainiens d'Odessa. et Zaporozhye.

## Expositions
- 2017 : Olga Lander. Expanded reality of war, Musée des uniformes militaires, Moscou
- 2018 : Women Photojournalists in Europe 1914-1945, exposition collective, Das Verborgene Museum, Berlin
- 2019 : Exposition Olga Lander, Msée germano-russe, Karlshorst[1],[4]
- 2020 : Great Patriotic War, exposition collective, Musée de la guerre de résistance du peuple chinois contre l'agression japonaise, Pékin
- 2021 : Communism Through the Lens: Everyday Life Captured by Women Photographers, exposition collective, Dodge Gallery, New Brunswick

## Galerie

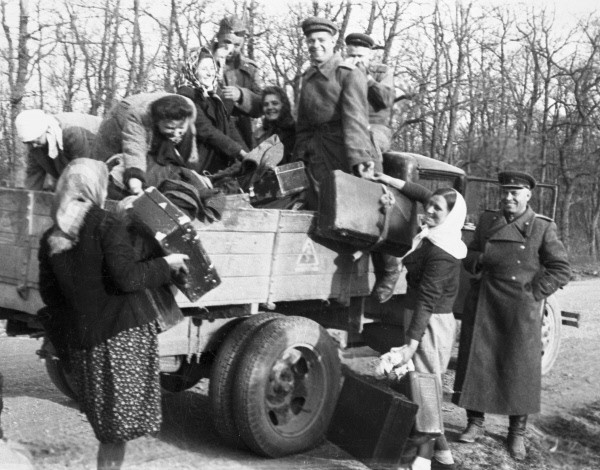
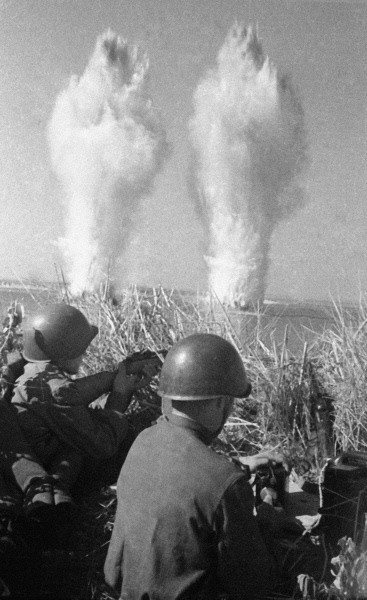
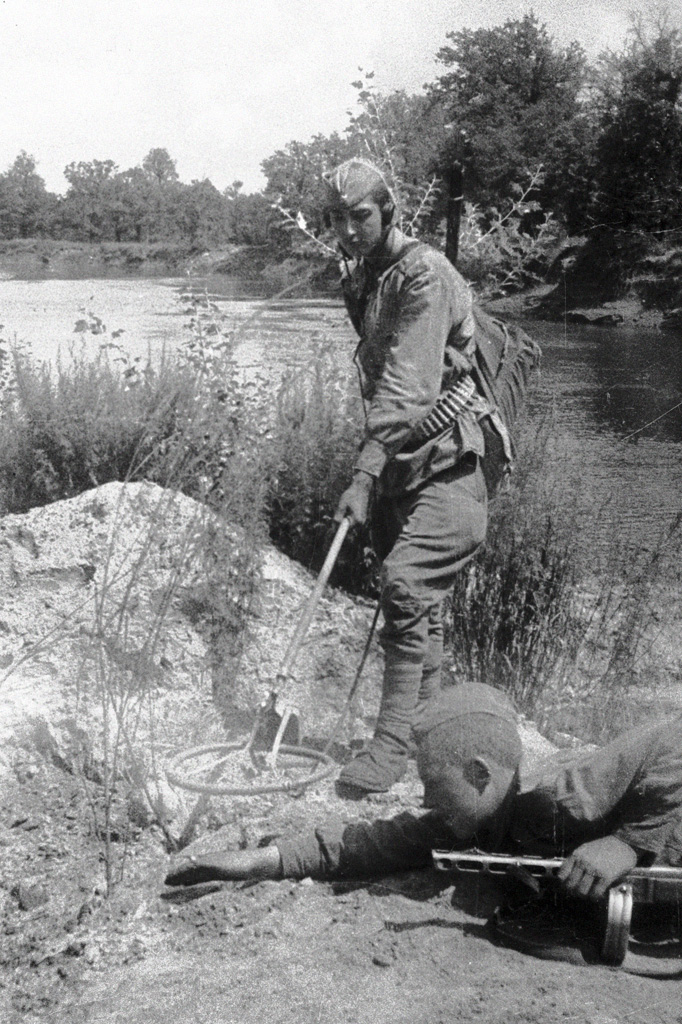
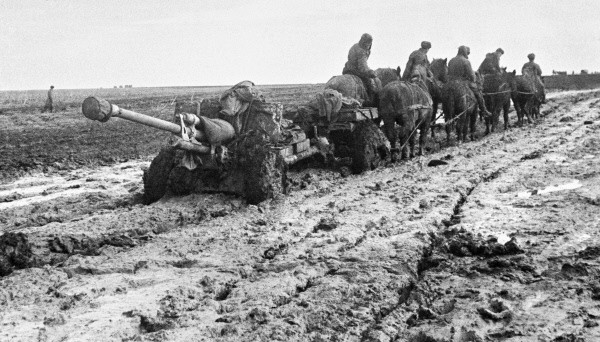

## Distinctions
- Ordre de l'étoile rouge
- Ordre de la guerre patriotique